# Literaturjahr 1506
Liste der Literaturjahre

◄◄ | ◄ | 1502 | 1503 | 1504 | 1505 | Literaturjahr 1506 | 1507 | 1508 | 1509 | 1510 | ► | ►►

Weitere Ereignisse
Dieser Artikel behandelt das Literaturjahr 1506.

## Ereignisse
- 4. Mai: Der Buchdrucker Lucantonio Giunta stellt in Venedig auf Pergament eines der frühesten bekannten gedruckten Miniaturbücher her, das Stundenbuch Officium Beatae Mariae Virginis secundum consuetudinem romane curie.

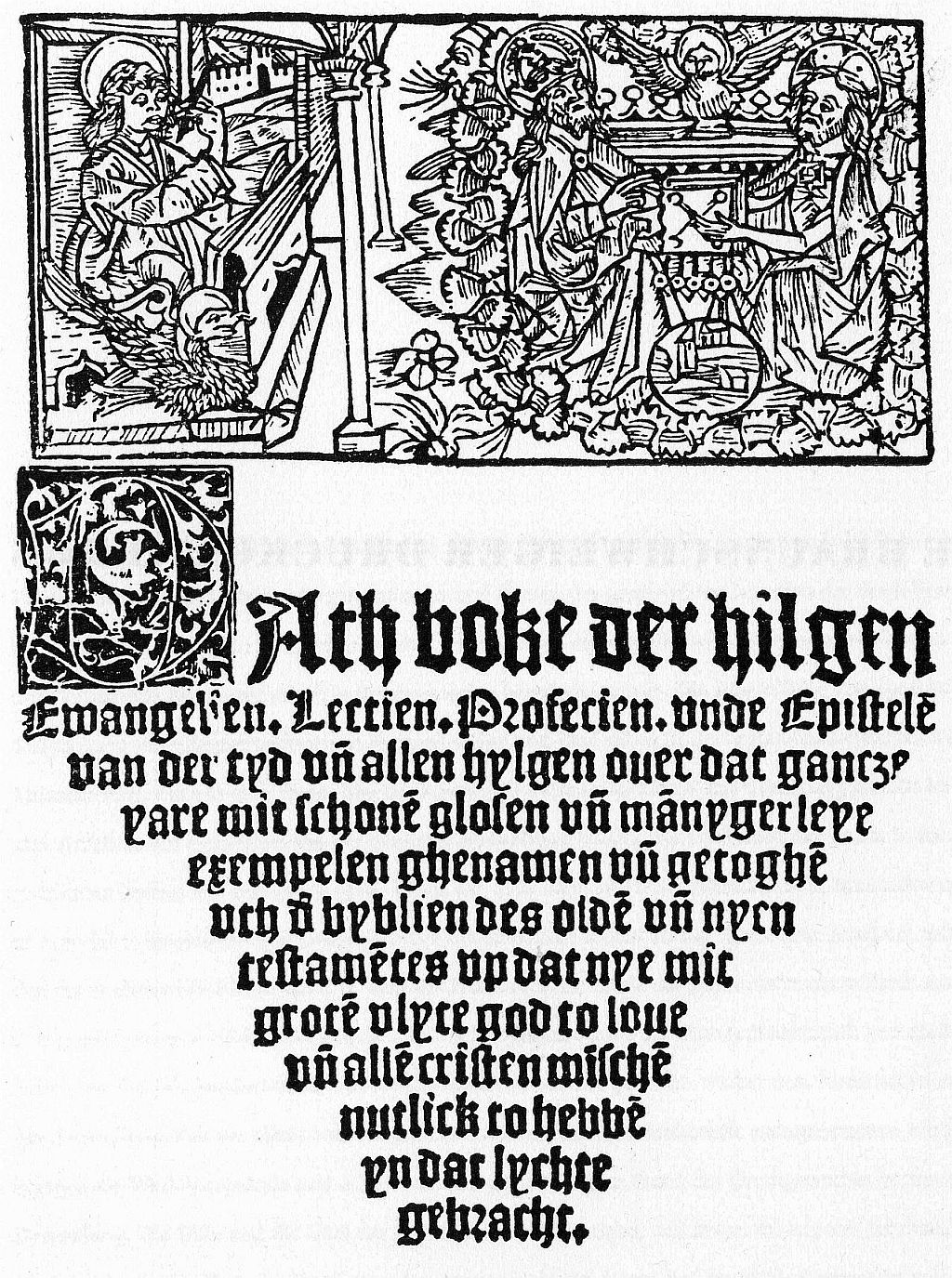
Titelblatt Dath boke der hilgen Ewangelien … von 1506

- Der Buchdrucker Hans Dorn fertigt das Buch Dath boke der hilgen Ewangelien. Lectien. Profecien unde Epistelen …. Es handelt sich um das älteste in Braunschweig gedruckte und noch heute erhaltene Buch.
- Die Contarini-Rosselli-Karte wird von Giovanni Matteo Contarini gezeichnet und von Francesco Rosselli gestochen.

## Geboren

### Geburtsdatum gesichert
- Februar: George Buchanan, schottischer humanistischer Philosoph und Historiker († 1582)
- 8. April: Jachiam Tütschett Bifrun, Schweizer reformierter Bibelübersetzer († 1572)
- 13. September: John Leland, englischer Geistlicher und Bibliothekar König Heinrichs VIII. († 1552)
- 8. Dezember: Veit Dietrich, deutscher Theologe und lutherischer Reformator († 1549)

### Genaues Geburtsdatum unbekannt
- Federico Commandino, italienischer Humanist und Übersetzer mathematischer Schriften der Antike  († 1575)

## Gestorben

### Todesdatum gesichert
- 15. Mai: Johannes Burckard, Zeremonienmeister an der römischen Kurie und Verfasser des Liber notarum (* um 1450)

### Genaues Todesdatum unbekannt

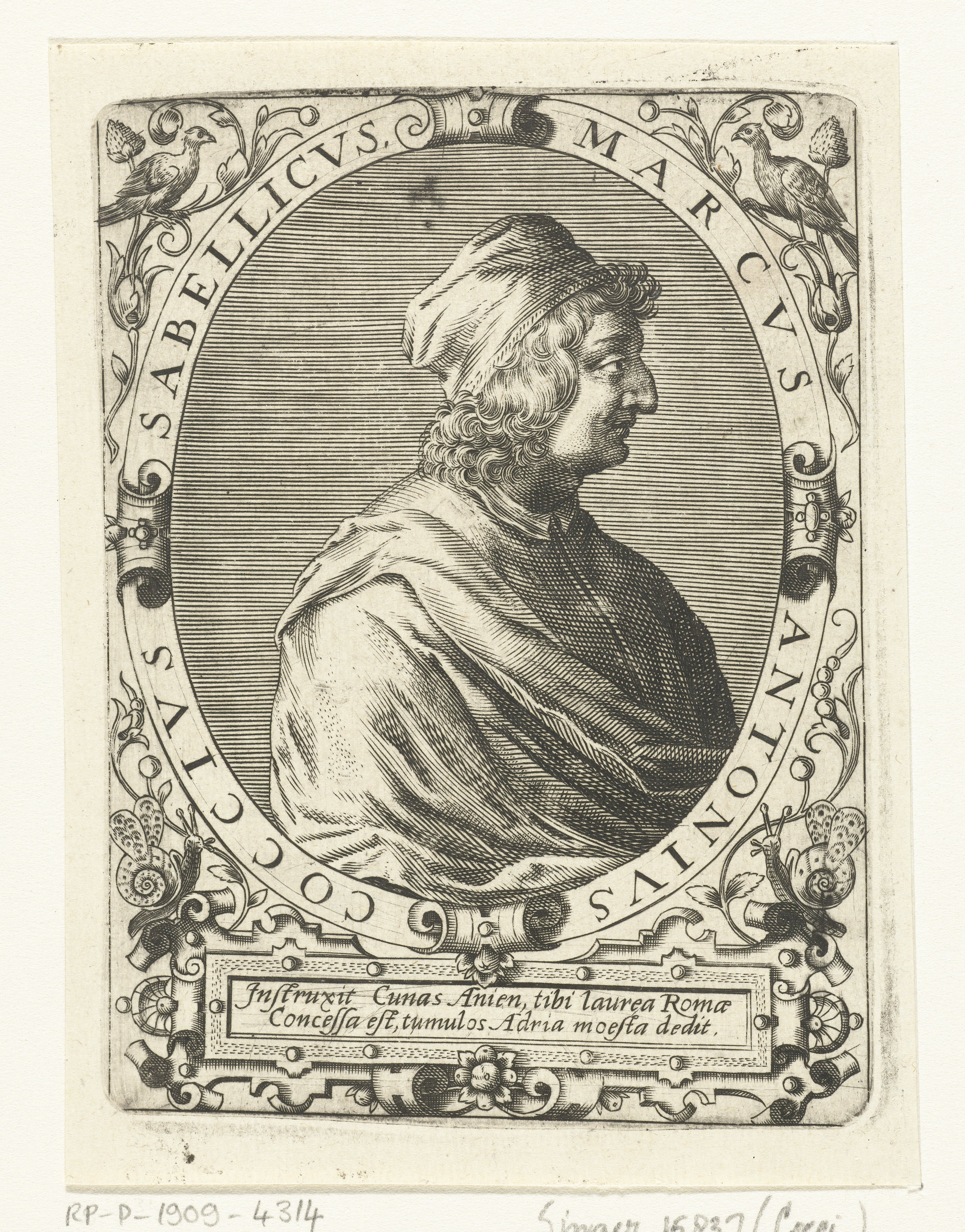
Marcantonio Sabellico; † 1506

- Marcantonio Sabellico, italienischer Historiker und Bibliothekar (* um 1436)